# Chora (Messinia)
Chora  este un oraș în Grecia în Prefectura Messinia.